# Bronisław Chlebowski

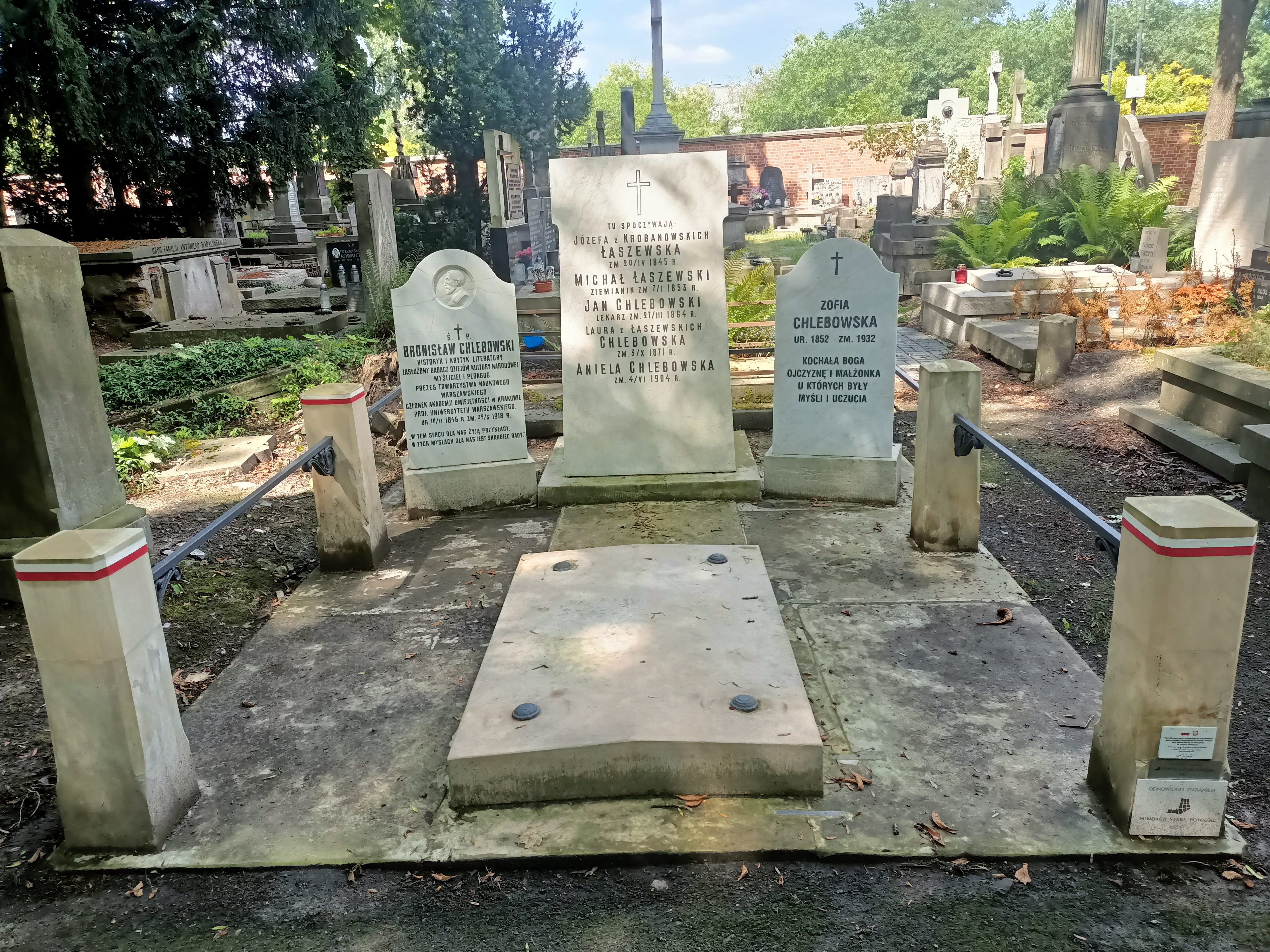
Grób Bronisława i Jana Chlebowskiego na cmentarzu Powązkowskim w Warszawie

Bronisław Chlebowski (ur. 10 listopada 1846 w Warszawie, zm. 28 marca 1918 tamże) – polski historyk literatury, profesor Uniwersytetu Warszawskiego, encyklopedysta.

## Życiorys
Bronisław Chlebowski był synem Jana Chlebowskiego, lekarza, i Laury z Łaszewskich. W 1863 ukończył gimnazjum realne w Warszawie, brał udział w powstaniu styczniowym. Przez rok uczęszczał do szkoły przygotowawczej w Warszawie. W latach 1864–1868 studiował filologię polską i historię w Szkole Głównej Warszawskiej. Następnie w latach 1868–1909 pracował jako nauczyciel języka polskiego, historii literatury i kultury polskiej w II Gimnazjum Żeńskim w Warszawie, prowadzonym przez Jadwigę Sikorską; od 1872 współpracował z wieloma czasopismami, m.in. z „Ateneum”, „Tygodnikiem Illustrowanym”, „Książką”. Od 1882 był wykładowcą Uniwersytetu Latającego. W latach 1909-1916 wykładał historię literatury polskiej na Wydziale Humanistycznym Towarzystwa Kursów Naukowych w Warszawie. Od 1916 był profesorem zwyczajnym w Katedrze Historii Literatury Polskiej Uniwersytetu Warszawskiego.
Chlebowski brał udział w pracach Towarzystwa Naukowego Warszawskiego. W 1907 był w gronie członków założycieli tego Towarzystwa. Przewodniczył Wydziałowi I (1907–1916) i Komisji Badań nad Historią Literatury (1910–1917), zaś od 1916 był prezesem Towarzystwa (od 1914 także członkiem honorowym). W 1914 został członkiem korespondentem Polskiej Akademii Umiejętności.
W badaniach naukowych zajmował się dziejami literatury polskiego odrodzenia, baroku i romantyzmu, historią polskiej kultury, a także dziejami Warszawy. Opracował historię polskiej literatury XIX wieku na tle kulturalnym, ekonomiczno-społecznym i politycznym (Literatura polska 1795-1905 jako główny wyraz życia narodu po utracie niepodległości, wydanej pośmiertnie w 1923). Analizował twórczość m.in. Andrzeja Frycza Modrzewskiego, Jana Kochanowskiego, Wacława Potockiego, Jana Chryzostoma Paska. Badał polemiki poetyckie między Słowackim a Krasińskim. Przedmiotem jego zainteresowań były także wpływy muzyczne na poezję, m.in. Chopina, Beethovena i Wagnera. Był autorem wielu haseł do Słownika geograficznego Królestwa Polskiego i jego redaktorem w latach 1885–1902. Był encyklopedystą oraz w latach 1900-1914 członkiem komitetu redakcyjnego Encyklopedii Wychowawczej. Współpracował również z Encyklopedią powszechną Orgelbranda, "Poradnikiem dla Samouków" i "Biblioteką Dzieł Wyborowych". Spoczywa na cmentarzu Powązkowskim (kwatera 27 wprost-3-18).
Miał siostry: Anielę i Zofię, z którymi prowadził instytut wydawniczy Słownika geograficznego Królestwa Polskiego.

## Niektóre prace
- Życie duchowe w Warszawie (1880)
- Jan Kochanowski w świetle własnych utworów (1884)[5]
- Nieboska i Irydyon (1884)[6]
- Udział niemieckiej oświaty Prus wschodnich w życiu umysłowem Polski (1888)
- Udział kobiet polskich w życiu duchowem społeczeństwa (1893)
- W sprawie Modrzewskiego (1904)
- Mikołaj Rej jako pisarz (1905)[7]
- Warszawa za Władysława IV (1909)[8]
- Warszawa za książąt mazowieckich (1911)[9]
- Rozwój kultury polskiej w treściwym zarysie przedstawiony (1917)[10]
- Poezja polska po roku 1863[11] (1918, w: Dzieje literatury pięknej w Polsce)
- Pisma (1912, 4 tomy)[12][13][14][15]